# Maurice Herriott
Pour les articles homonymes, voir Herriott.
Maurice Herriott  (né le 8 octobre 1939 à Great Wyrley) est un athlète britannique spécialiste du 3 000 mètres steeple. Licencié au Sparkhill Harriers, il mesure 1,78 m pour 67 kg.

## Carrière

### Palmarès
| Date | Compétition                                     | Lieu     | Résultat | Performance  |
| ---- | ----------------------------------------------- | -------- | -------- | ------------ |
| 1962 | Jeux de l'Empire britannique et du Commonwealth | Perth    | 2e       | 8 min 45 s 0 |
| 1964 | Jeux olympiques d'été                           | Tokyo    | 2e       | 8 min 32 s 4 |
| 1966 | Championnats d'Europe                           | Budapest | 8e       | 8 min 37 s 0 |

### Records
| Épreuve              | Performance  | Lieu  | Date |
| -------------------- | ------------ | ----- | ---- |
| 3 000 mètres steeple | 8 min 32 s 4 | Tokyo | 1964 |